# Gustavo Batista de Oliveira
Gustavo Batista de Oliveira (né le 25 septembre 2002 à Carapicuíba) est un coureur cycliste brésilien. Spécialiste du BMX freestyle « Park », il est surnommé « Bala Loka » (Balle folle en portugais).

## Biographie
Enfant,  Gustavo Batista assiste à une compétition de BMX freestyle dans sa ville natale et souhaite alors pratiquer ce sport. Comme son père n'avait pas les moyens d'acheter un vélo adapté, il en a fabriqué un pour son fils à partir de pièces trouvées à la casse.
En 2016, à l'âge de 14 ans, il est emmené par la Fédération  brésilienne à la Coupe du monde de BMX freestyle à Chengdu, en Chine, où se déroulent également des compétitions juniors (17/18 ans). L'année suivante, il remporte le concours amateur au même endroit. 
Dès 2021, il commence à s’affirmer parmi les meilleurs. En octobre de la même année, il devient pour la première fois champion du Brésil. Afin de pouvoir mieux s'entraîner, il passe une partie de l'année aux États-Unis. En 2021, il atteint la huitième place aux championnats panaméricains. L'année suivante, il remporte la médaille de bronze aux championnats panaméricains ainsi qu'aux Jeux sud-américains. En 2023, il décroche deux autres médailles de bronze aux championnats panaméricains et aux Jeux panaméricains. Aux championnats du monde de 2023, il atteint la finale et termine dixième. En 2024, il est sélectionné par la Fédération brésilienne pour les Jeux olympiques de Paris.

## Palmarès en BMX freestyle Park

### Championnats panaméricains
- Lima 2022
  -  Médaillé de bronze du BMX freestyle Park
- Asuncion 2023
  -  Médaillé de bronze du BMX freestyle Park

### Jeux panaméricains
- Santiago 2023
  -  Médaillé de bronze du BMX freestyle Park

### Jeux sud-américains
- Asuncion 2022
  -  Médaillé de bronze du BMX freestyle Park

### Championnats du Brésil
- 2021
  -  Champion du Brésil de BMX freestyle Park
- 2022
  -  Champion du Brésil de BMX freestyle Park
- 2023
  -  Champion du Brésil de BMX freestyle Park